# روبرت ويلسون (كاتب)
روبرت ويلسون (بالإنجليزية: Robert Charles Wilson)‏ (و. 1953  م) هو كاتب، وكاتب خيال علمي، من كندا، ولد في ويتير، لوس أنجليس، كاليفورنيا.

## جوائز
حصل على جوائز منها:
- Grand prix de l'Imaginaire [الإنجليزية]‏، عن عمل: Spin (novel) [الإنجليزية]‏ (2008)[2]
- جائزة هوغو لأفضل رواية، عن عمل: Spin (novel) [الإنجليزية]‏ (2006).